# Breitling
Breitling est une entreprise et une marque horlogère de luxe suisse, originaire du Jura bernois et fondée par Léon Breitling en 1884 à Saint-Imier.  Son siège social est à Granges, dans le canton alémanique de Soleure. 

## Description
Spécialiste des montres techniques, Breitling a joué un rôle capital dans le développement du chronographe-bracelet et figure parmi les leaders de cette complication. La firme a partagé toutes les grandes heures de la conquête des airs grâce à ses instruments fiables, robustes et performants. Breitling est l'une des seules maisons horlogères au monde à équiper tous ses modèles de mouvements officiellement certifiés chronomètres, l'une des rares marques également à posséder ses propres mouvements de chronographes mécaniques, intégralement conçus et fabriqués dans ses ateliers.    
Quand Léon Breitling décède en 1914, la société passe à son fils Gaston puis à son petit-fils Willy en 1935.    
Les enfants de Willy, Alain et Gregory, encore trop jeunes à l’époque mais profondément désireux de s’impliquer dans l’entreprise familiale, se voient refuser cette opportunité par leur père.    
Pour des raisons personnelles, Willy, gravement malade et inquiet face à une conjoncture économique difficile, décide à contrecœur de vendre l’entreprise, ne souhaitant pas que ses fils suivent cette voie.
Blessé par cette décision, Alain quitte la Suisse pour s’installer en Californie, tandis que Gregory choisit de se lancer dans une carrière dans le domaine de la joaillerie.
La fabrique de montres à l'usine de la Chaux de Fonds, qui avait été fondée en 1892 et qui comptait alors environ 60 personnes, cesse  en décembre 1978. Willy Breitling, alors malade, décède en mai 1979.
Ernst Schneider, propriétaire de la fabrique de montres Secura à Grenchen, achète la marque Breitling en 1979. La production de montres s'effectue alors dans l'usine Sicura, qui plus tard, prendra le nom de Montres Breitling AG et enfin de Breitling AG en 1994.
La famille Schneider reste propriétaire jusqu'en avril 2017, quand le fils d'Ernst Schneider, Théodore, vend la majorité du capital (80%) de Breitling à CVC Capital Partners pour 870 millions de dollars américains. Il reste détenteur de  Breitling pour 20 % jusqu'en Novembre 2018 ; à cette date, il vend sa part à CVC . 
Le 23 décembre 2022, Partners Group, société suisse d'investissement et de gestion de capitaux, prend la majorité des actions détenues par CVC au sein de Breitling. Cofondateur de Partners Group, Alfred Gantner devient président du conseil d'administration de la société Breitling.
En décembre 2023, le rachat par Breitling de la marque horlogère Universal Genève est annoncé. 

## Historique

### L’inventeur du chronographe moderne
En fondant son atelier, en 1884, dans le Jura suisse, Léon Breitling choisit de se consacrer à un domaine aussi exclusif qu'exigeant : celui des chronographes et des compteurs. Des instruments de précision destinés aux sports, aux sciences et à l'industrie. Grâce à ses produits de qualité et à sa quête constante d’innovation, la marque accompagne l’essor des sports de compétition et de l'automobile, mais aussi les premiers exploits des pionniers de l’aviation.
En 1915, précurseur du chronographe-bracelet, Breitling invente le premier poussoir de chronographe indépendant. En 1923, la firme perfectionne ce système en séparant les fonctions de « mise en marche/arrêt » de celle de « remise à zéro ». Cette innovation brevetée permet désormais d'additionner plusieurs temps successifs sans devoir remettre les aiguilles à zéro, qu’il s'agisse de chronométrer une compétition sportive ou un temps de vol. En 1934, Breitling achève de donner au chronographe son visage moderne en créant le second poussoir indépendant pour la remise à zéro. Une avancée décisive, rapidement adoptée par toute la concurrence.
En 1969, la marque relève l'un des grands défis horlogers du XXe siècle en présentant le premier mouvement de chronographe à remontage automatique. En 1984, Breitling donne le coup d’envoi de la renaissance du chronographe mécanique en lançant le Chronomat, devenu son modèle leader.
En 2009, les ingénieurs de la firme créent le Calibre Breitling 01, un mouvement automatique intégralement conçu et fabriqué dans ses ateliers. La marque a développé depuis lors toute une gamme de mouvements manufacture dotés de différentes fonctions, tels les Calibres B04 à second fuseau horaire et B05 à heure universelle.
Leader du chronographe mécanique, Breitling occupe également une place de premier plan dans le domaine de l’électronique. La marque s'est ainsi imposée aux avant-postes de l'innovation en créant l'Emergency, la première montre-bracelet au monde dotée d'une authentique balise de détresse bi-fréquence intégrée, et en développant son propre mouvement de chronographe électronique multifonction, conçu pour les besoins des aviateurs.

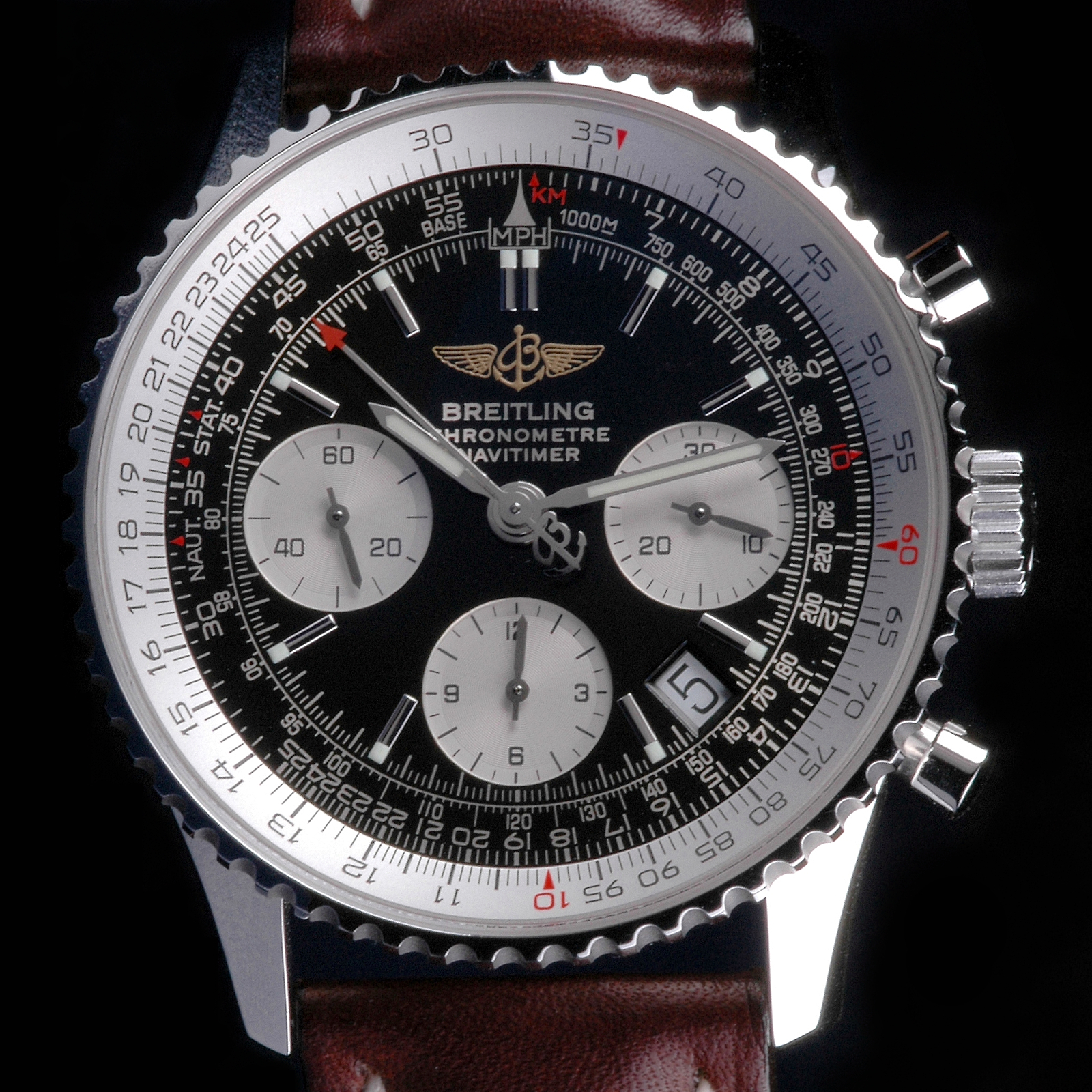
Chronographe Breitling Navitimer.
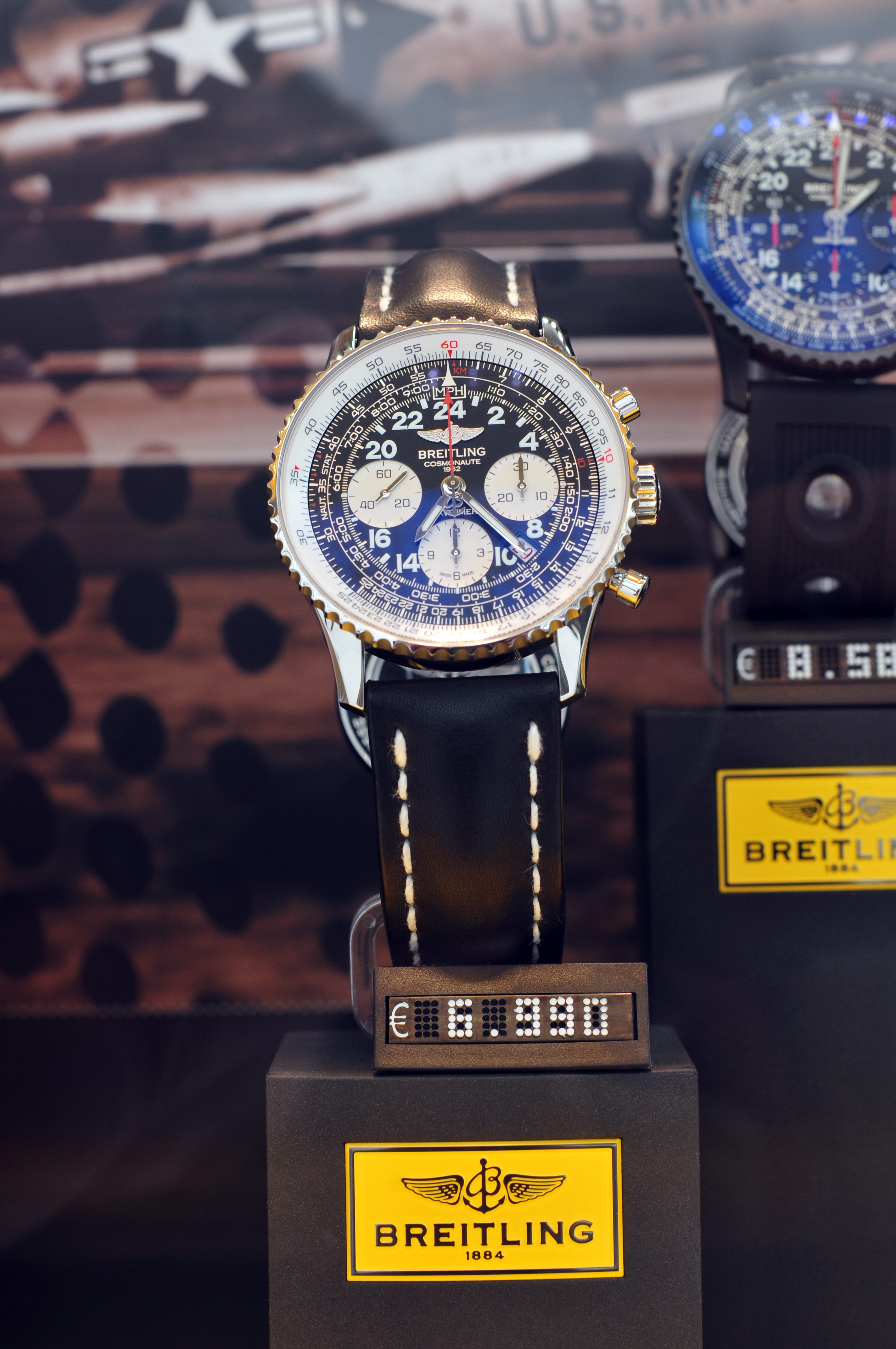
Breitling Navitimer Cosmonaute.
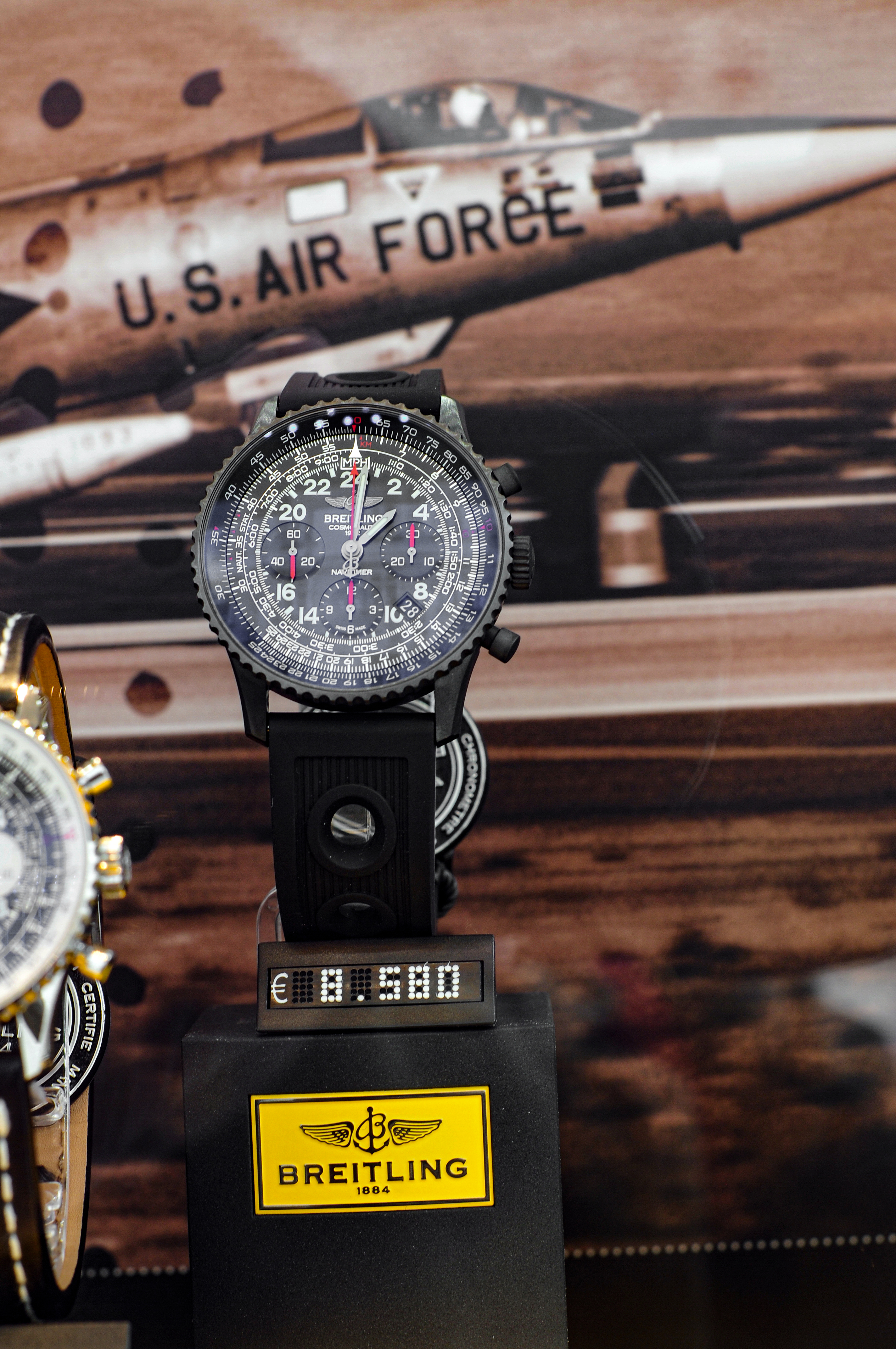
Breitling Navitimer Cosmonaute.

### Partenaire de l’aéronautique
Les pionniers de l'aviation ont besoin d'instruments fiables et performants ; ils se tournent donc très tôt vers les chronographes de poche, puis les chronographes-bracelets. Au début des années 1930, s'appuyant sur sa renommée de précision et de robustesse, la marque introduit dans sa gamme une « spécialité » qui va lui valoir une célébrité mondiale : les chronographes de bord destinés aux cockpits d'avions. Ces instruments indispensables au pilotage en toute sécurité connaissent un grand succès auprès de diverses forces armées, dont la Royal Air Force, qui en dotera ses fameux chasseurs à hélices de la Seconde Guerre mondiale.
En 1952, Breitling lance son chronographe-bracelet Navitimer doté d'une règle à calcul circulaire permettant d'effectuer toutes les opérations liées à la navigation aérienne. Un objet culte pour les pilotes et les passionnés d'aéronautique, fabriqué sans discontinuer depuis près de 60 ans, ce qui en fait le doyen de tous les chronographes mécaniques produits dans le monde. En 1962, une Navitimer accompagne Scott Carpenter lors de son vol orbital à bord de la capsule Aurora 7 ; c’est le premier chronographe-bracelet à voyager dans l’espace.
Au cours des années 1950 et 1960, Breitling partage l'essor de l'aviation commerciale en équipant de ses chronographes de bord les avions à hélices, puis les jets de nombreux constructeurs et compagnies aériennes. C'est ainsi que la marque devient le « fournisseur attitré de l'aviation mondiale ».
Breitling a longtemps perpétué ce lien authentique et privilégié avec l'aéronautique en coopérant avec l'élite mondiale des pilotes. La firme faisait voler sous sa bannière plusieurs formations d'exception, dont la patrouille acrobatique Breitling Jet Team. Elle s'est longtemps associée aux plus grands meetings aériens de la planète, telles les célèbres courses aériennes de Reno (Nevada), ou la Red Bull Air Race, dans laquelle elle engageait sa propre écurie volant sous ses couleurs. En soutenant la restauration d'engins mythiques comme le Breitling Super Constellation, l'un des deux derniers « Super Connies » en état de vol dans le monde, la marque au B ailé affirmait sa volonté de préserver le patrimoine de l'aéronautique, cette belle aventure à laquelle son histoire était si intimement liée. 
En 2019, toutefois, Breitling annonce se désinvestir de ses activités liées à l’aviation pour se recentrer sur d'autres activités de sponsoring. D'abord avec la fin du soutien apportée à l'équipe qui maintenait en état de vol le Super Connie, ou encore avec l'abandon du sponsoring de la patrouille Apache Aviation qui opérait des jets L-39 Albatros aux couleurs de l'horloger.

### Les mouvements
Breitling est une des rares marques horlogères au monde à soumettre tous ses mouvements (mécaniques et à quartz) aux tests du Contrôle officiel suisse des chronomètres (COSC), une des références en matière de précision et de fiabilité, et la seule basée sur une norme internationale. La marque a construit à La Chaux-de-Fonds une unité baptisée Breitling Chronométrie, spécialisée dans la conception et la production de mouvements de chronographes mécaniques.
Pour fabriquer ses propres calibres, la firme a développé une formule de chaîne de production industrielle pour l'assemblage des mouvements. Chaque mouvement est suivi individuellement par un logiciel qui le dirige automatiquement vers le poste adéquat, le long d'un parcours où alternent les postes entièrement automatisés et ceux exigeant une intervention manuelle.
Breitling propose également des mouvements thermocompensés SuperQuartz, dix fois plus précis que le quartz ordinaire.

## Aéronautique et Espace
- 1936 : Fournisseur officiel de la Royal Air Force.
- 1942 : Fournisseur de la US Air Force.
- 1962 : Le 24 mai, le pilote d'essai astronaute Scott Carpenter porte un chronographe Navitimer modèle Cosmonaute, avec affichage de l'heure sur 24 heures, lors de son vol orbital Aurora 7 du programme Mercury.
- 1999 : Le 21 mars, record en 20 jours du tour du monde en aérostat sans escale avec le Breitling Orbiter 3.

## Modèles

### ModèlesEmergency

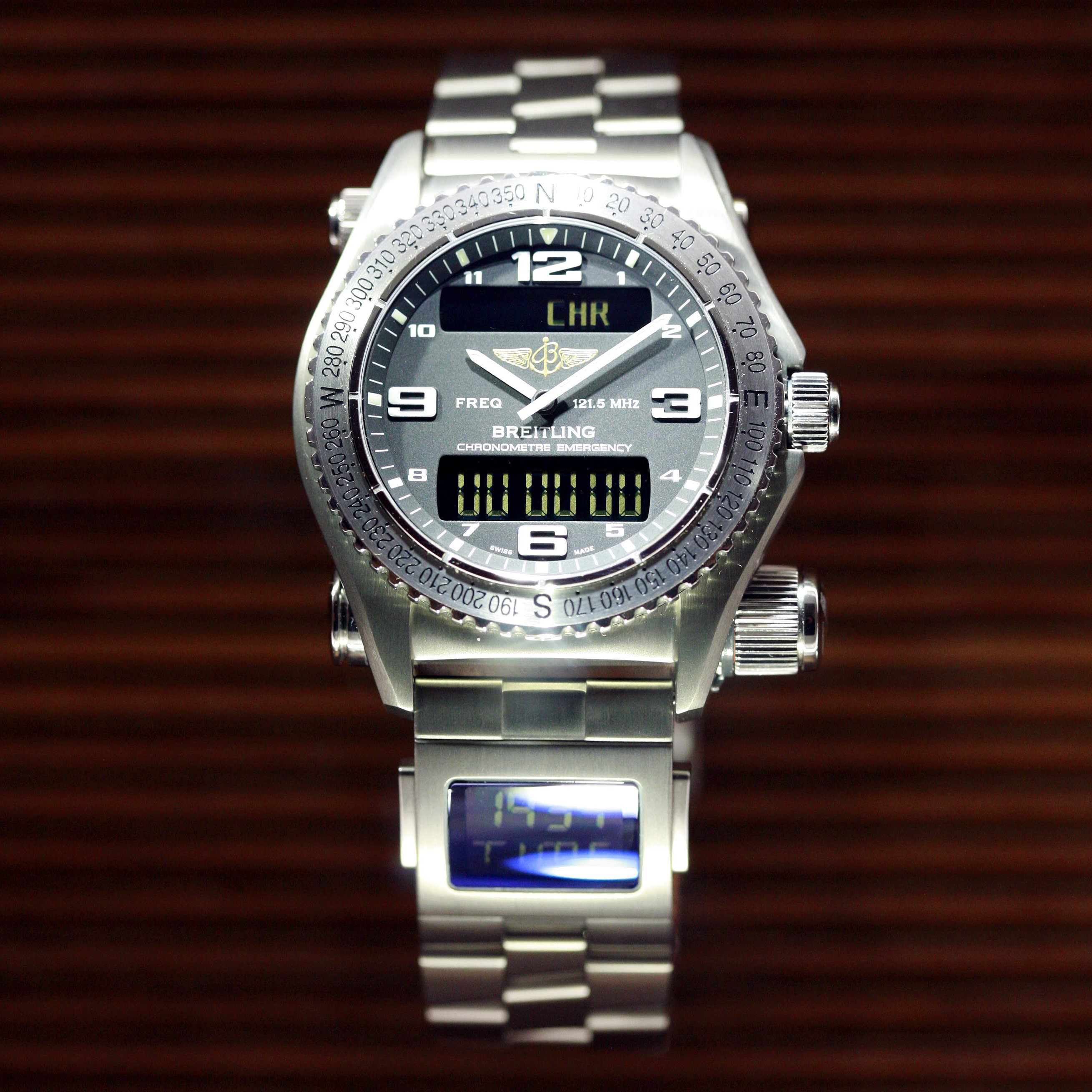
Chronographe Breitling Emergency.

Les modèles Emergency comportent un radio-émetteur miniaturisé réglé sur la fréquence d’urgence aéronautique de 121,5 MHz (version civile) ou de 243 MHz (version militaire de l'Emergency), pouvant être activé en cas d'urgence aéronautique, comme lors d'un atterrissage en détresse. Le signal peut alors être détecté dans une zone de 167 km par un avion volant à 6 000 mètres d'altitude. Cette gamme de montres peut maintenant être achetée par des personnes sans licence de pilotage, mais elles doivent signer une clause indiquant qu'elles devront supporter les frais de recherche et sauvetage en cas de déclenchement injustifié de l'émetteur. Cette fréquence de 121,500 MHz servira au radioguidage des moyens de secours, une fois ces derniers arrivés sur les lieux du sinistre. 
Reuters rapporta l'histoire de deux pilotes britanniques, Steve Brooks et Hugh Quentin-Smith, qui s'étaient écrasés dans l'Antarctique avec leur hélicoptère et qui furent sauvés par leurs montres Breitling. Ils furent découverts par un avion chilien qui avait capté le signal.
En 2013, Breitling crée la première montre-bracelet avec balise de détresse personnelle (Personal Locator Beacon/PLB) intégrée. L’Emergency est dotée d’un émetteur bi-fréquence conforme aux spécifications du système international d’alerte par satellites Cospas-Sarsat et permettant à la fois de lancer l’alerte et de guider les opérations de localisation et de sauvetage. Développée en collaboration avec de grands instituts scientifiques, l’Emergency se distingue par de nombreuses innovations en microélectronique et microtechnique, dont une batterie rechargeable, un émetteur bi-fréquence miniaturisé et un système  d’antennes intégrées – tous trois conçus spécifiquement pour ce modèle. Il s'agit de la première balise PLB bi-fréquence au poignet.
L’Emergency est dotée d’un microémetteur utilisant alternativement deux fréquences distinctes. Elle émet un premier signal numérique sur la fréquence 406 MHz, destinée aux satellites, pendant 0,44 seconde toutes les 50 secondes, ainsi qu’un second signal analogique sur la fréquence 121,5 MHz (celle permettant la localisation et le sauvetage) pendant 0,75 seconde toutes les 2,25 secondes.

## Sponsoring
En 1999 Breitling bat le record de durée de vol du tour du monde en ballon sans escale avec le Breitling Orbiter 3 de Bertrand Piccard et Brian Jones.
De 2001 à 2003, la marque sponsorise l'écurie Team Bentley aux 24 Heures du Mans. 
La firme sponsorise depuis 2003 la Patrouille Breitling de voltige aérienne de sept jets Aero L-39 Albatros. Elle a aussi sponsorisé un certain nombre d'appareils anciens et patrouilles aériennes, tels qu'un Super Constellation et la patrouille Breitling Wingwalkers jusqu'en 2017. Le meeting aérien de Sion a pris le nom de Breitling Sion Airshow depuis 2015.
La marque a également sponsorisé Yves Rossy, le célèbre homme oiseau, pilote d'avion et inventeur suisse.

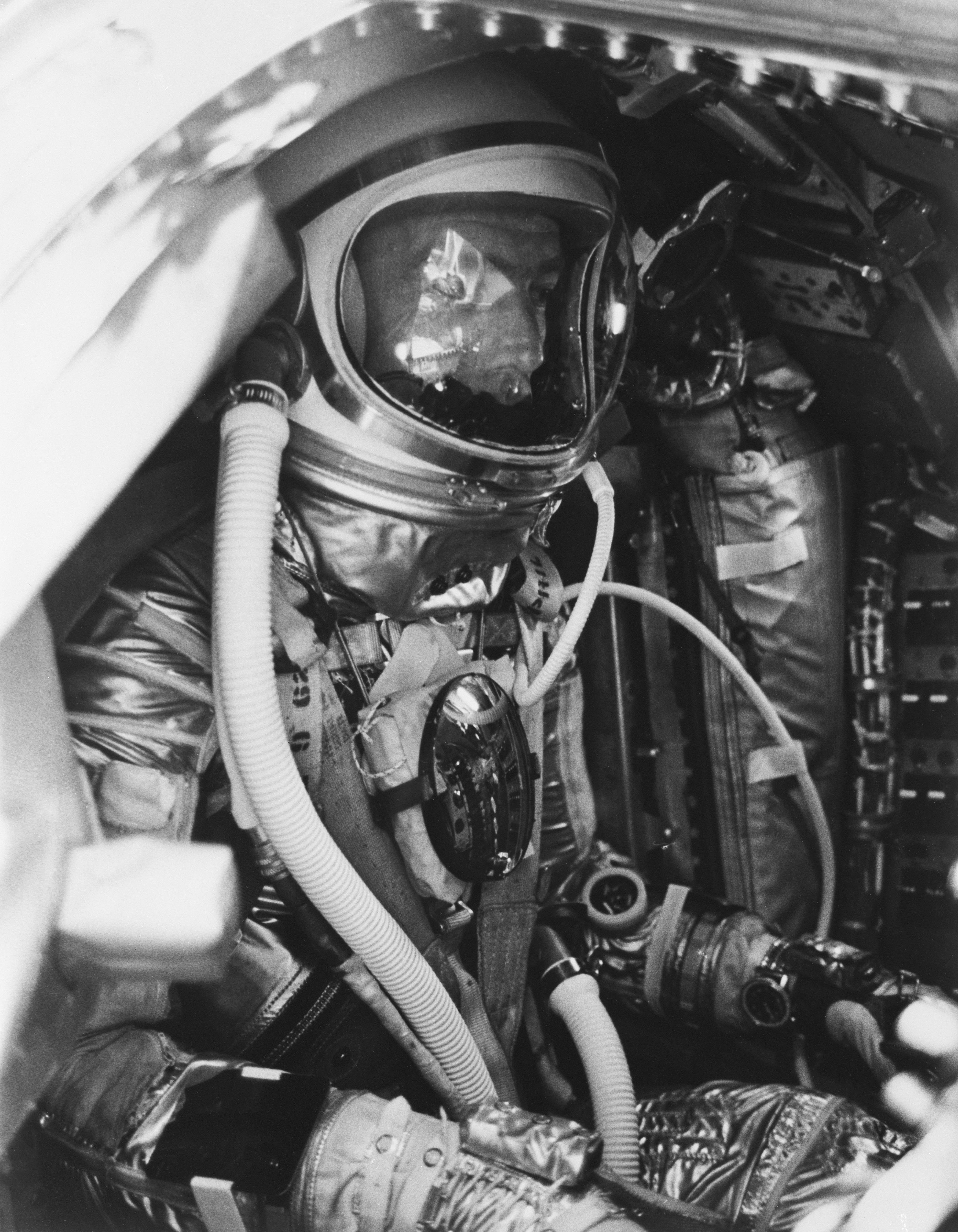
Scott Carpenter, vol orbital Aurora 7 du programme Mercury en 1962.
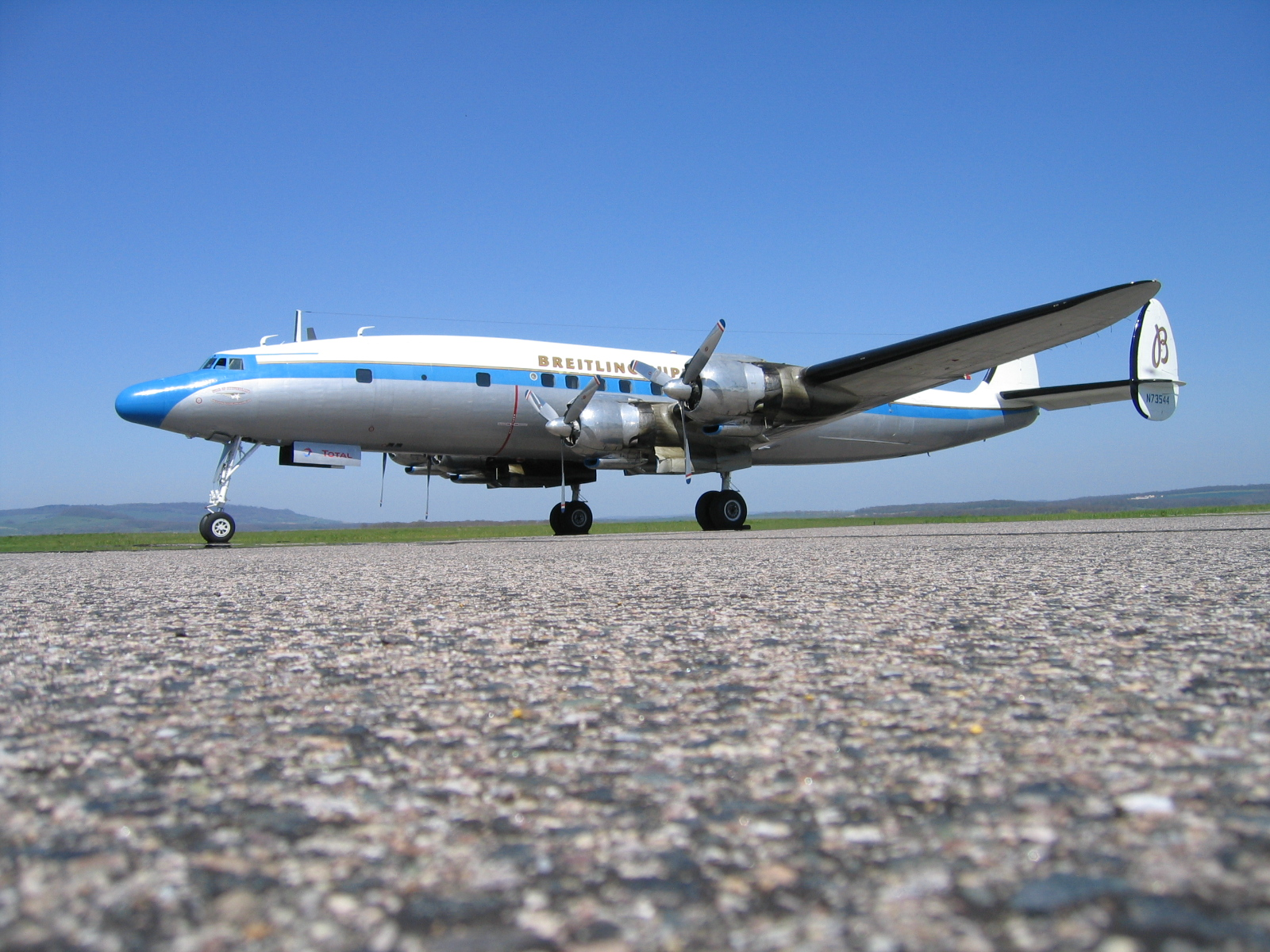
Lockheed Super Constellation Breitling.
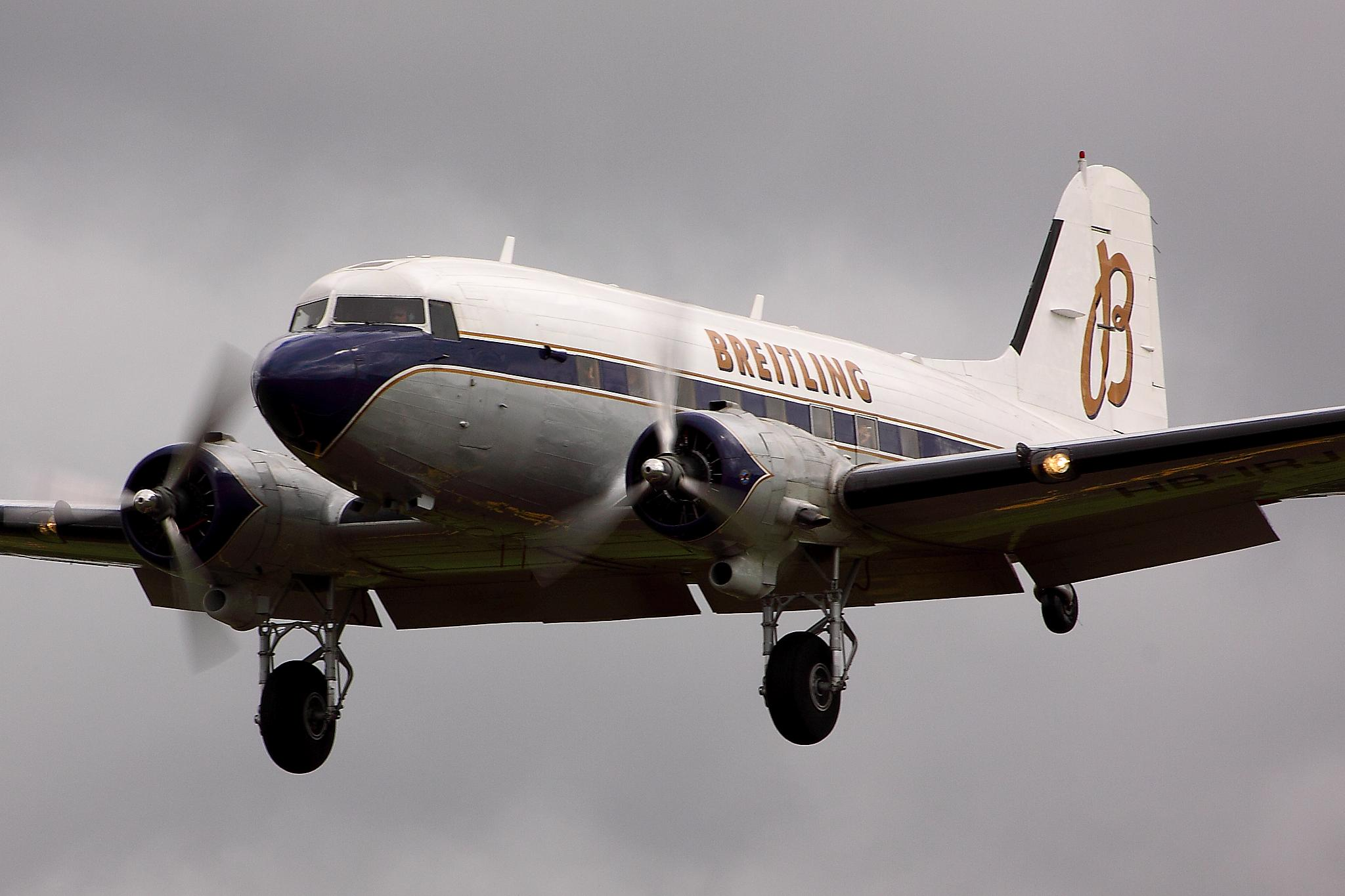
Douglas DC-3 Breitling, Royal International Air Tattoo près de Londres.
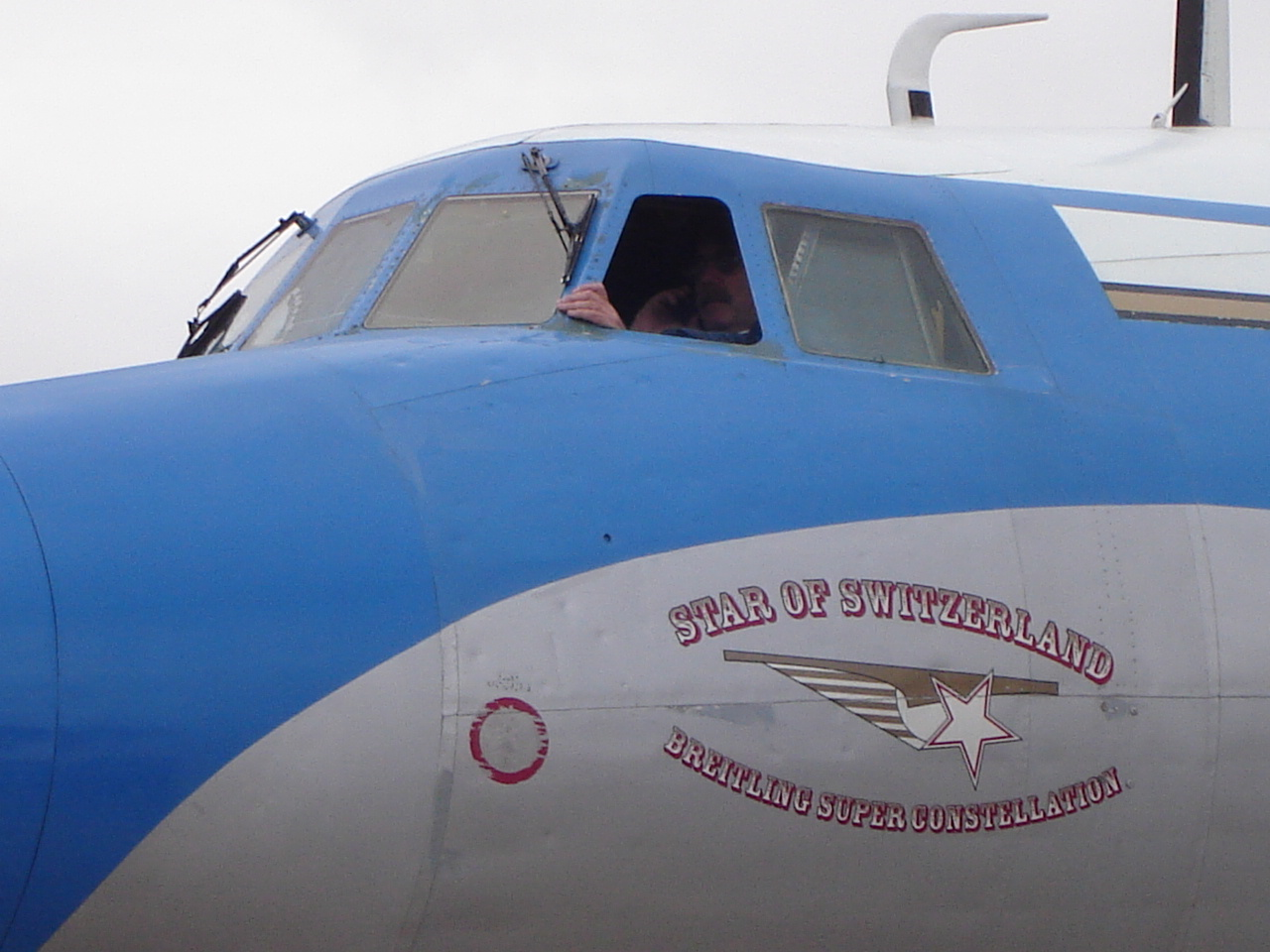
Lockheed Super Constellation Star of Switzerland, salon du Bourget.
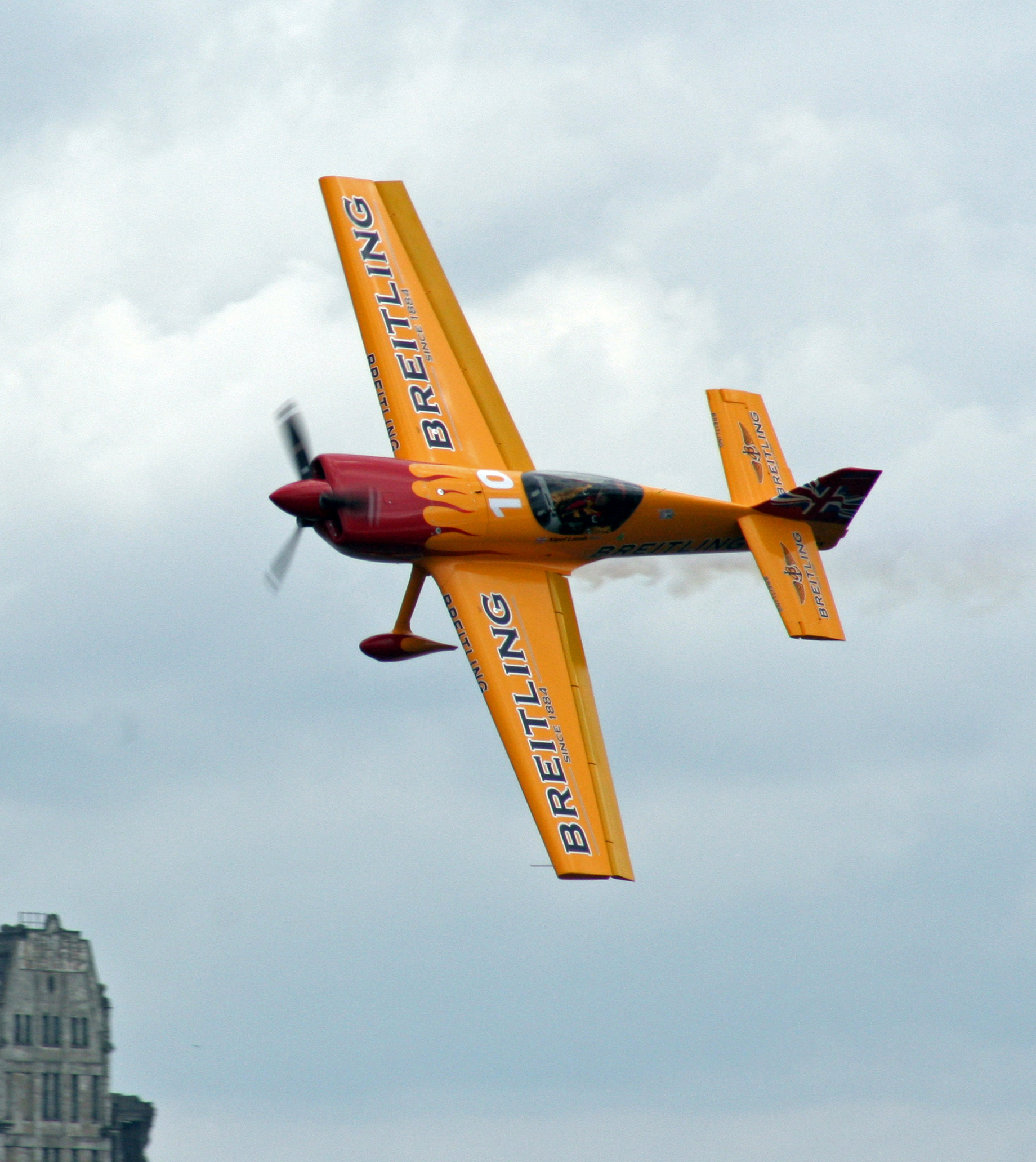
Team Breitling, championnat du monde Red Bull de course aérienne.
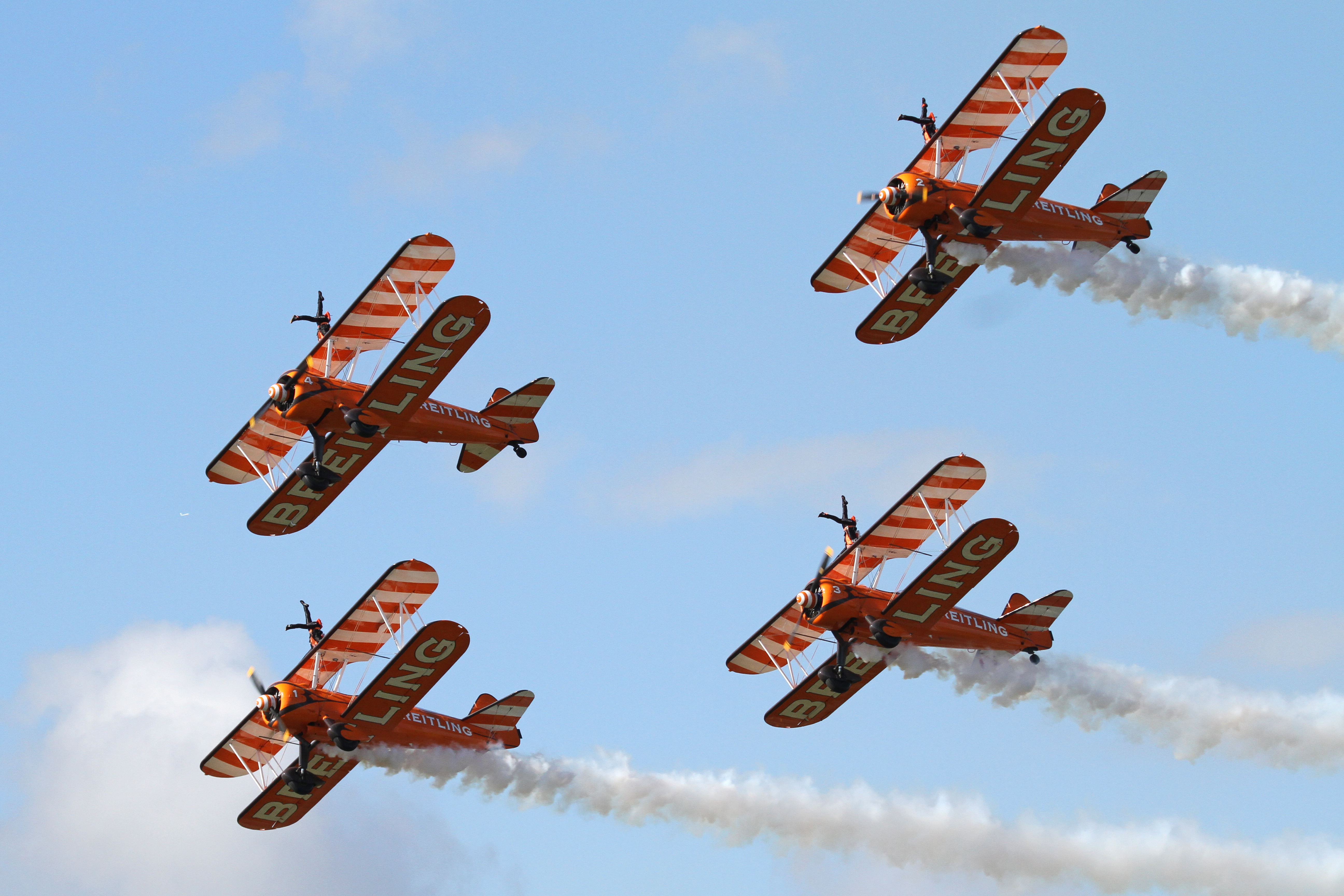
Boeing-Stearman Model 75 des Breitling Wingwalkers, meeting aérien de Duxford.
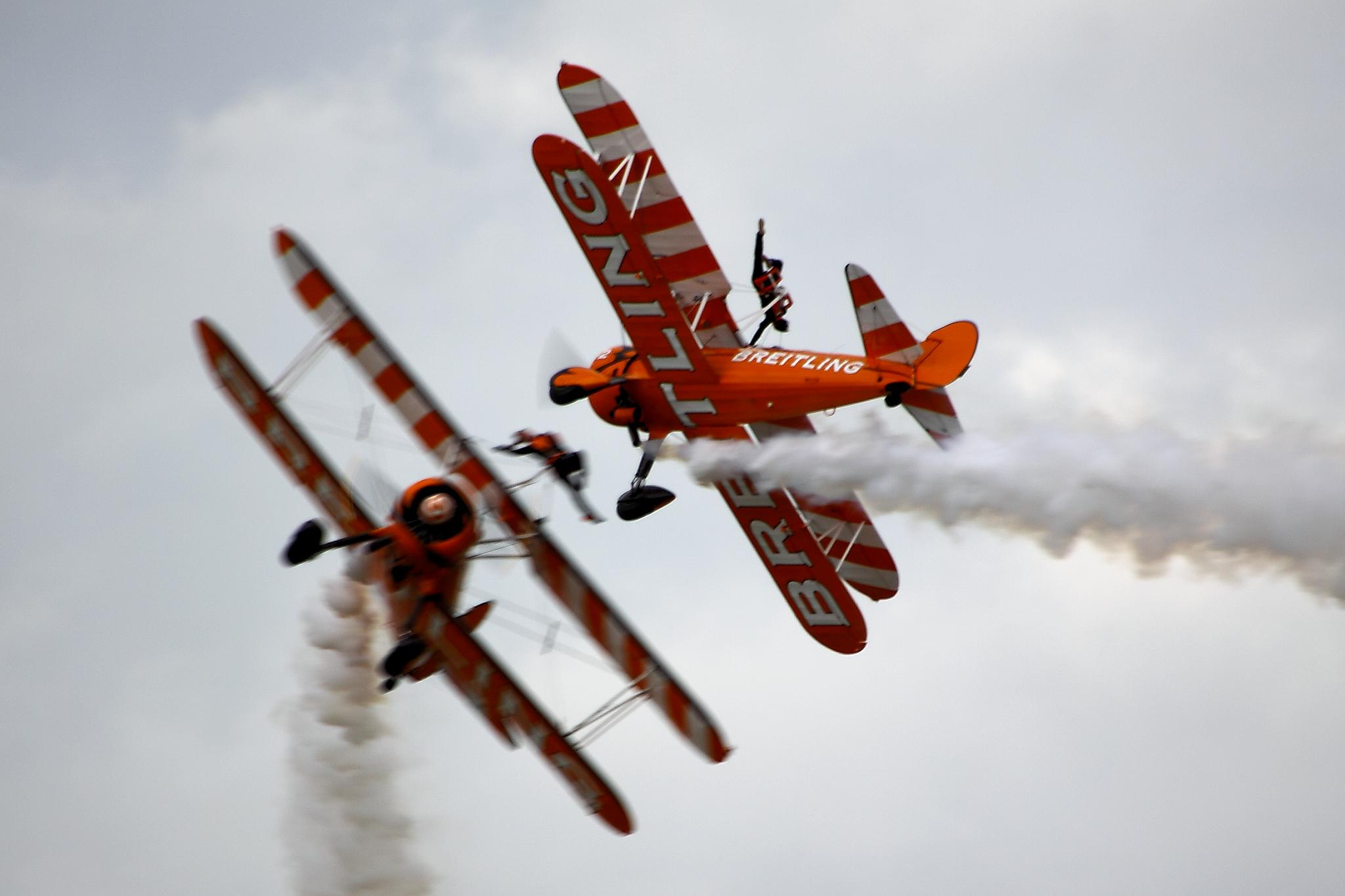
Breitling Wingwalkers.
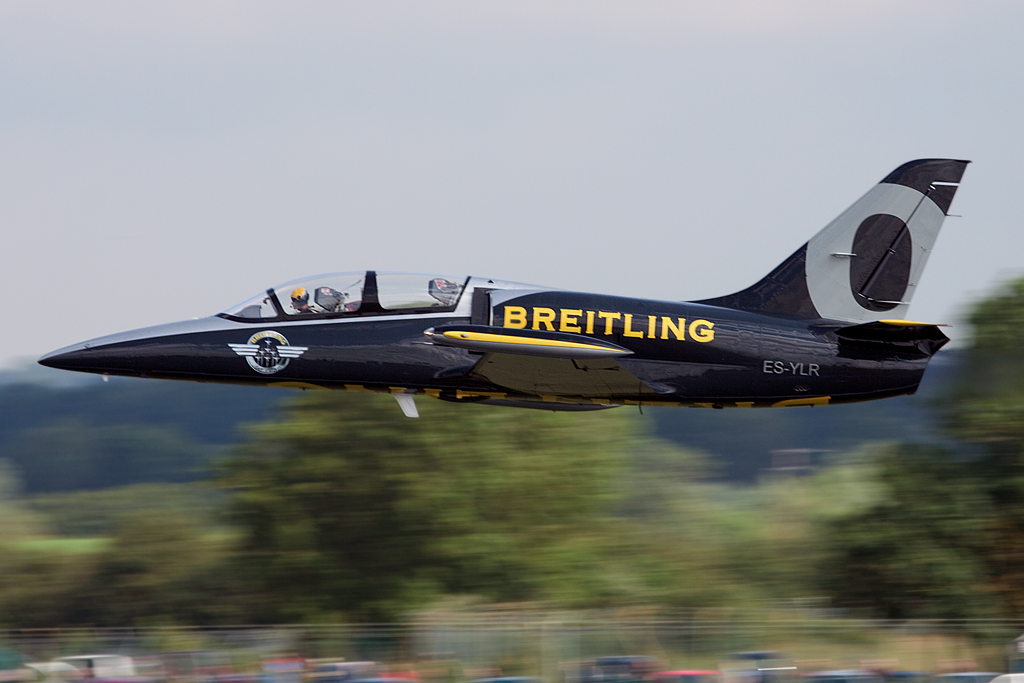
Patrouille Breitling.
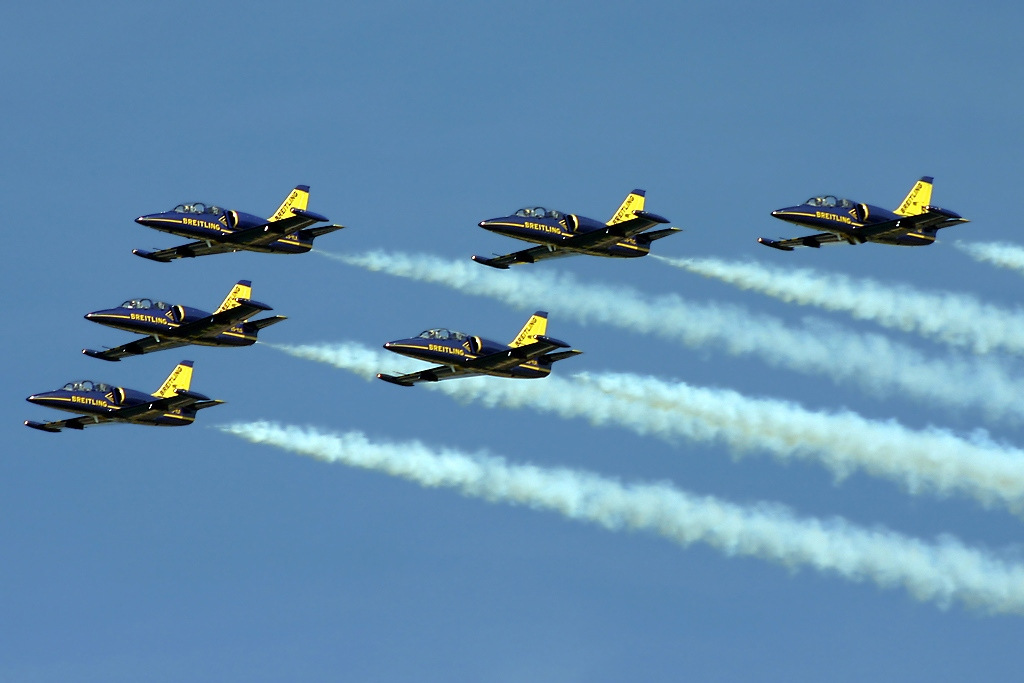
Patrouille Breitling.
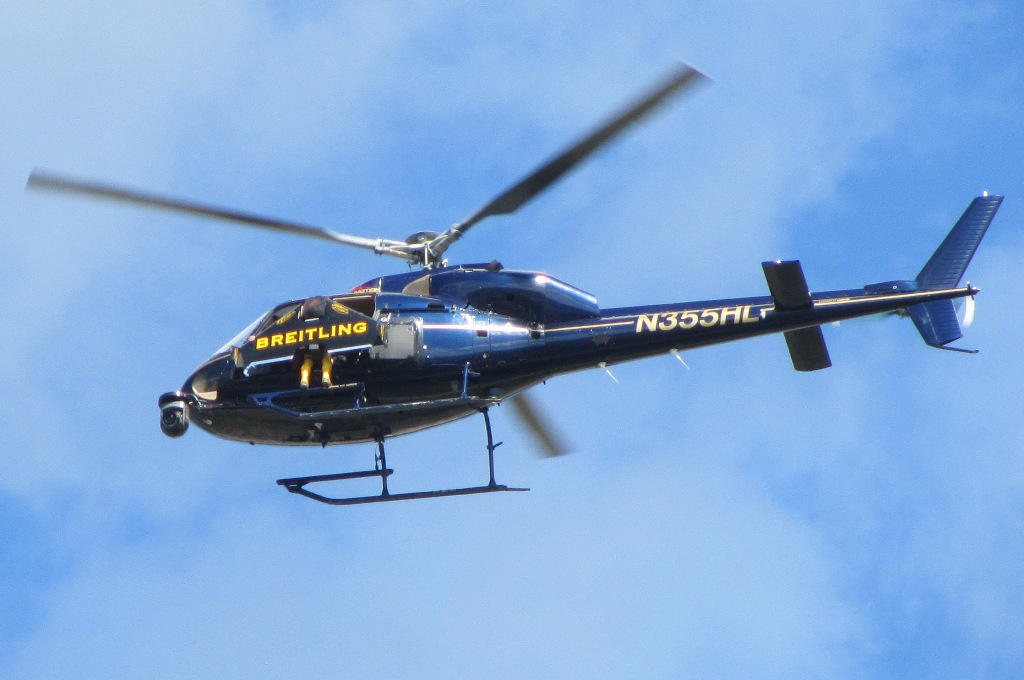
L'inventeur pilote Yves Rossy et son réacteur dorsal Breitling lancé depuis un hélicoptère.
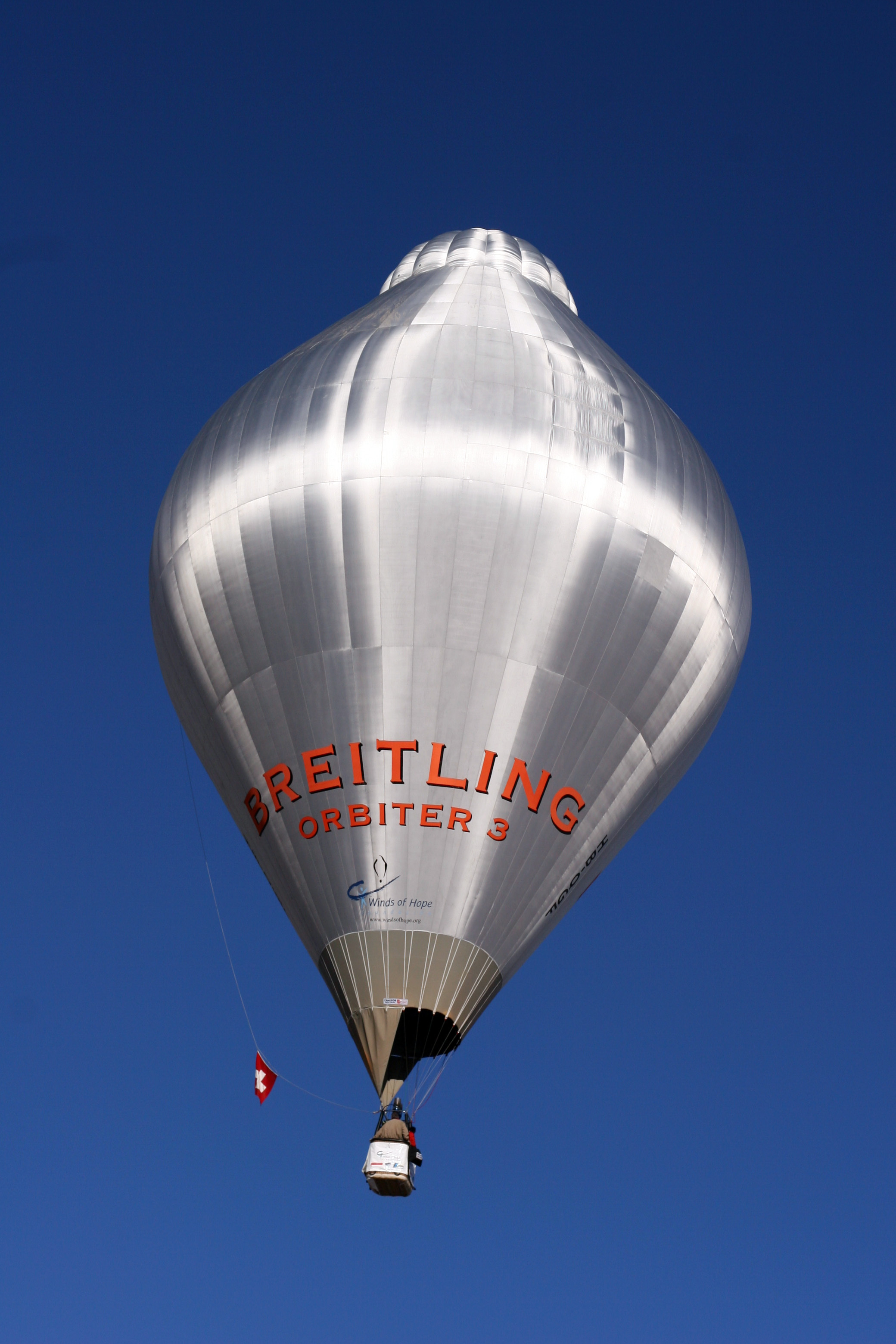
Tour du monde en ballon Breitling Orbiter 3 en 1999.
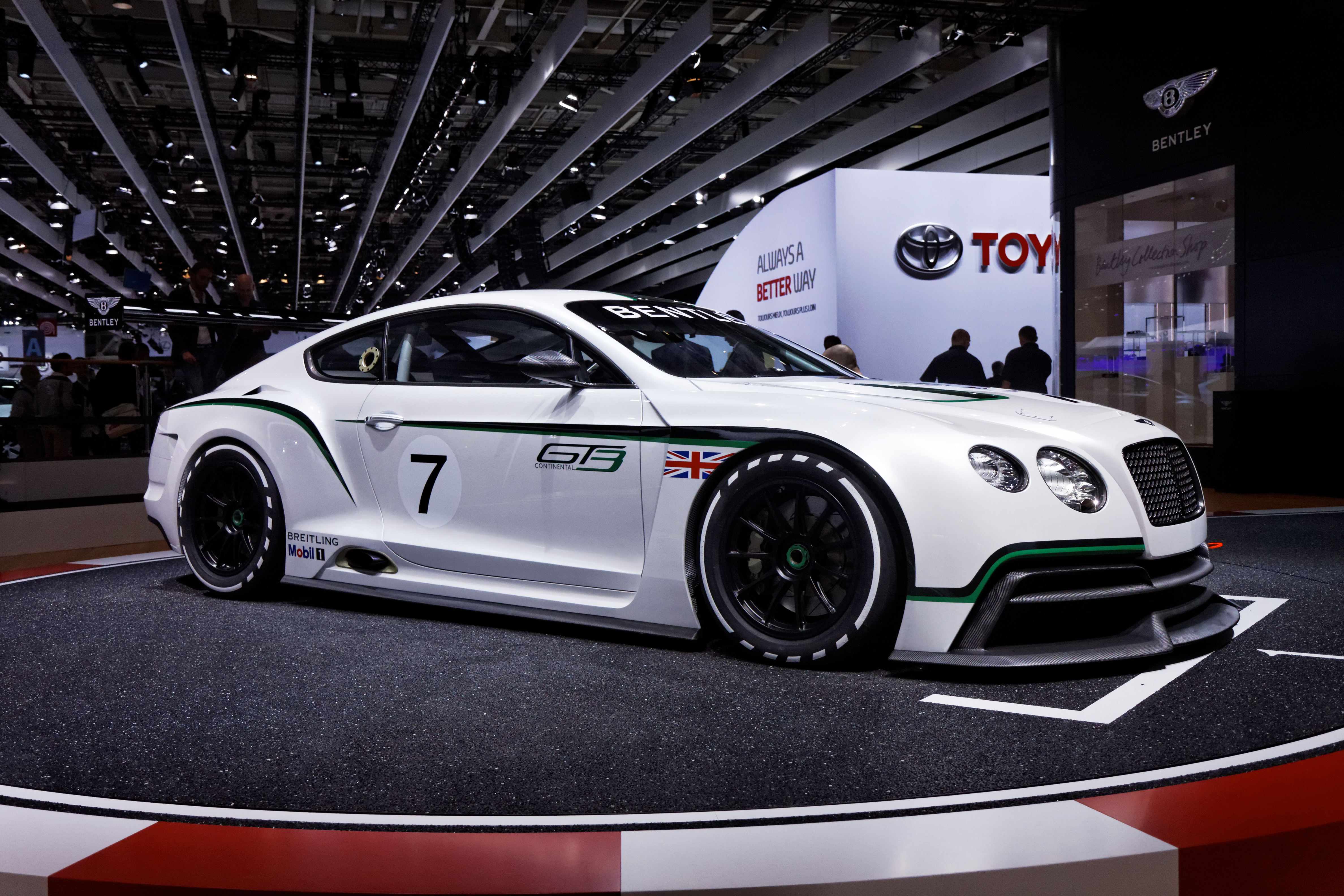
Bentley Continental GT 3 Breitling, mondial de l'automobile de Paris 2012.